# 奧尼特基夫齊
48°56′29″N 28°32′9″E / 48.94139°N 28.53583°E
奧尼特基夫齊（烏克蘭語：Онитківці），是烏克蘭的村落，位於該國西南部文尼察州，由文尼察區負責管轄，始建於1242年，面積0.97平方公里，海拔高度258米，2001年人口185。